# MPEG-1
MPEG-1 означає групу стандартів на цифрове стиснення аудіо й відео, прийняту MPEG (Moving Picture Experts Group — Групою Експертів в області Відео). MPEG-1 відео використається у форматі Video CD.
Стандарт MPEG-1 було опубліковано як ISO/IEC 11172, з назвою Інформаційні технології — кодування рухомих зображень і відповідного аудіо для цифрових носіїв інформації зі швидкістю до 1,5 Мбіт/с. (Information technology—Coding of moving pictures and associated audio for digital storage media at up to about 1.5 Mbit/s.)

MPEG-1 audio layer 3 — це повне ім'я досить популярного формату стиснення аудіо MP3. З появою дешевшого і потужнішого апаратного забезпечення для кодування/декодування були розроблені досконаліші формати MPEG-2 і MPEG-4. Алгоритми цих форматів складніші й вимагають більших обчислювальних потужностей, однак вони дозволяють досягти більшої ефективності кодування, тобто кращого співвідношення якість/bitrate.
MPEG-1 складається з кількох частин:
1. Синхронізація й мультиплексування аудіо й відео (MPEG-1 Program Stream).
2. кодек для відео із прогресивним розгорткою.
3. кодек для звука. Стандарт MPEG-1 визначає три рівні стиснення звуку.
  1. MP1 або MPEG-1 частина 3 рівень 1 (англ. MPEG-1 Audio Layer 1)
  2. MP2 або MPEG-1 частина 3 рівень 2 (англ. MPEG-1 Audio Layer 2)
  3. MP3 або MPEG-1 частина 3 рівень 3 (англ. MPEG-1 Audio Layer 3)
4. Процедури тестування продуктивності.
5. Еталоне ПО (Reference software).

## MPEG-1 відео
MPEG-1 відео був початково розроблений з метою досягти прийнятної якості для відео на потоках 1.5 Мегабіта/c і розділенні 352x240. Попри те, що MPEG-1 застосовується для кодування з низьким розділенням і низьким бітрейтом, стандарт дозволяє використовувати будь-яке розділення до 4095x4095. Більшість реалізацій розроблені з урахуванням специфікації Constrained Parameter Bitstream.
У цей час MPEG-1 — найбільш сумісний формат у сімействі MPEG — він програється практично на всіх комп'ютерах з VCD/DVD програвачами.
Найбільшим недоліком MPEG-1 відео є підтримка тільки прогресивної розгортки. Через цей недолік свого часу досить швидко отримав визнання більш універсальний стандарт MPEG-2.